# 배드 로드
배드 로드(Pohani Dorogy, Bad Roads)는 우크라이나에서 제작된 나탈리라 보로츠빗 감독의 2020년 드라마 영화이다.

## 출연
- Zoya Baranovska - 젊은 여성 역
- Maryna Klimova - 기자 역
- Anna Zhuravska - 소녀 역
- Ihor Koltovskyy - 학장 역
- Andriy Lelyukh - 지휘자 역